# Руа, Жереми
Жереми Руа (фр. Jérémy Roy; род. 22 июня 1983, Тур, Франция) — французский профессиональный шоссейный велогонщик, выступающий  за команду Groupama-FDJ.

## Достижения
2001
- 5-й на Чемпионате мира по шоссейным велогонкам среди юниоров в групповой гонке

2003
- 2-й на Чемпионате Европы по шоссейным велогонкам (U-23) в групповой гонке

2009
- 1-й на этапе 5 и 3-й в горной классификации Париж — Ницца

2010
- 3-й в горной классификации на Вуэльта Каталонии
- 1-й Тро-Бро Леон (Tro-Bro Léon)
- 2-й на Дуо Норман вместе с Антони Ру

2011
- 1-й GP d'Ouverture, La Marseillaise
- 3-й Criterium Lisieux
- 1-й Ronde des Korrigans
- 1-й Критериум Бордо (Bordeaux, Criterium)
- 1-й Critérium du Guidon d'Or d'Hellemmes
- 2-й на Дуо Норман вместе с Антони Ру

2012
- 9-й в генеральной классификации на Туре Баварии
- 2-й в горной классификации Тур Швейцарии
- 2-й на Чемпионате Франции по шоссейному велоспорту в индивидуальной гонке на время
- 2-й Criterium Lisieux
- 3-й Criterium Audéjos
- 2-й Criterium Dun-le-Palestel
- 2-й в генеральной классификации Тур Лимузена
  - 1-й на этапе 4
- 2-й в генеральной классификации Tour du Poitou-Charentes et de la Vienne
- 4-й  Chrono des Nations (Chrono des Herbiers)

2013
- 4-й в генеральной классификации Звезды Бессежа (Etoile de Bessèges)
- 4-й в генеральной классификации на Туре Баварии
- 2-й на Чемпионате Франции по шоссейному велоспорту в индивидуальной гонке на время
- 1-й Criterium Dun-le-Palestel
- 8-й  Chrono des Nations (Chrono des Herbiers)

2014
- 6-й в генеральной классификации Звезды Бессежа (Etoile de Bessèges)
- 2-й Critérium cycliste international de Quillan
- 5-й в генеральной классификации Tour du Poitou-Charentes et de la Vienne
- 2-й Chrono des Nations (Chrono des Herbiers)

2015
- 2-й на Criterium Lisieux

2016
- 8-й в генеральной классификации Tour du Poitou-Charentes et de la Vienne

## Статистика выступлений наГранд Турах
| Гранд Тур | 2005 | 2006 | 2007 | 2008 | 2009 | 2010 | 2011 | 2012 | 2013 | 2014 | 2015 | 2016 | 2017 |
| --------- | ---- | ---- | ---- | ---- | ---- | ---- | ---- | ---- | ---- | ---- | ---- | ---- | ---- |
| Джиро     | -    | -    | -    | 82   | -    | -    | -    | -    | -    | -    | -    | -    | 73   |
| Тур       | -    | -    | -    | 121  | 46   | 142  | 85   | 66   | 126  | 57   | 105  | 96   | -    |
| Вуэльта   | 82   | 122  | 104  | -    | -    | -    | -    | -    | -    | -    | -    | -    |      |